# 亀山町
亀山町（かめやまちょう）は三重県鈴鹿郡にあった町。現在の亀山市の中心部にあたる。

## 地理
- 河川：鈴鹿川、椋川、椿亀川、亀田川、中ノ川

## 歴史
- 1889年（明治22年）4月1日 - 町村制の施行により、亀山城下（亀山江ヶ室・亀山東丸・亀山旧館・亀山西丸・亀山市ヶ坂・亀山中屋敷・亀山若山・亀山東台・亀山北山・亀山渋倉・亀山南崎・亀山南野村・亀山北野村・亀山西京口・亀山東京口・亀山東町・亀山西町）・野村・椿世村・亀田村・羽若村・住山村および井尻村・和田村の各一部の区域をもって亀山町が発足。
- 1908年（明治40年）4月1日 - 槇尾村と合併し、改めて亀山町が発足。
- 1954年（昭和29年）10月1日 - 昼生村・井田川村・川崎村・野登村と合併して亀山市が発足。同日亀山町廃止。

## 地域

### 教育
- 亀山町立亀山中学校
- 亀山町立亀山小学校
- 亀山町立図書館

## 交通

### 鉄道路線
- 日本国有鉄道
  - 関西本線
  - 参宮線（現・紀勢本線）
    - 亀山駅

### 道路
- 国道1号

現在は旧町域を東名阪自動車道・伊勢自動車道が通過するが、当時は未開通。

## 名所・旧跡・観光スポット・祭事・催事
- 亀山城